# The JoJoLands
The JOJOLands (яп. ザ・ジョジョランズ Дза・Дзёдзёрандзу) — девятая часть франшизы манги JoJo's Bizarre Adventure авторства Хирохико Араки. Манга начала публиковаться Shueisha в журнале Ultra Jump с 17 февраля 2023 года. Основное действие манги происходит на Гавайях в 2020-х годах. Главный герой — Джодио Джостар, подросток-гангстер, намеревающийся разбогатеть.

## Сюжет
Действие манги происходит в альтернативной вселенной JoJo's Bizarre Adventure, то есть является сиквелом Steel Ball Run и JoJolion. Главный герой вместе со своей семьёй живёт на острове Оаху, на Гавайи и хочет разбогатеть. Мерил Мэй Ци, директриса средней школы, которую посещают Джодио, его брат Драгона Джостар и клептоман Пако Лабурантес, втягивает героев в преступную деятельность

## Персонажи
- Джодио Джостар (яп. ジョディオ・ジョースター ДзёДзио Дзёсу:та) — главный герой истории. Он — дальний потомок Джонни Джостара, главного героя из Steel Ball Run. 15-летний преступник, живущий со своей семьёй на острове Оаху, в Гавайях. В бандитской группировке он выполняет роль мальчика на побегушках, занимаясь продажей наркотиков. Его стенд — November Rain, способен вызывать капли дождя с сокрушительной силой.
- Драгона Джостар (яп. ドラゴナ・ジョースター Дорагона Дзёсута:) — старшая сестра Джодио, бандитка, работающая под прикрытием в модном бутике. Она — трансгендерная женщина[2], то есть родилась мужчиной, но стала вести себя, как женщина и вставила себе грудные импланты. Драгона использует местоимения женского рода по отношению к себе, хотя Джодио продолжает обращаться к ней, как к мужчине и называть «братом». Её стенд — Smooth Operators, состоит из мини-роботов, способных перемещать предметы без дополнительного урона, например менять положение органов.
- Пако Лабурантес (яп. パコ・ラブランテス Пако Рабурантэсу) — 19-летний одноклассник Джодио и член преступной группировки. Пако — родом из неблагополучной семьи, отец откусил ему часть уха. Сам Пако клептоман и постоянно ворует. Его стенд — The Hustle, позволяет Пако хватать предметы одними мускулами без использования кисти и пальцев.

## Создание и выход
Созданием и иллюстрацией манги занимался Хирохико Араки. Впервые о работе над мангой он объявил в августе 2021 года после завершения манги JoJolion — предыдущей части JoJo’s Bizarre Adventure. The JoJoLands — альтернативная версия манги Golden Wind, выпускавшейся с 1995 по 1999 года, как и остальные части, чьё основное место действия происходит в альтернативной вселенной JoJo’s Bizarre Adventure, в частности Steel Ball Run отсылает к Phantom Blood, а JoJolion — к Diamond Is Unbreakable. Как и в Golden Wind, главным героем становится член бандитской группировки. Тем не менее если Джорно Джованна был бандитом с золотым сердцем, то Джодио — это антигерой, равнодушный к несправедливости и готовый идти на аморальные поступки. Это ярко выделяет его на фоне других героев семейства Джостаров. Выход первой серии состоялся 17 февраля 2023 года в сэйнэн-журнале Ultra Jump.

## Восприятие
Интерес к новой серии был настолько велик, что редакция Ultra Jump напечатала второй тираж дебютного выпуска. В истории журнала это происходило всего четыре раза, предыдущий случай был 11 лет до этого. Первый танкобон возглавил список самых продаваемых печатных комиксов недели по версии Oricon. По данным Natalie, JoJoLands стал самым продаваемым комиксом недели и занял четвёртое место среди самых продаваемых комиксов в книжных магазинах Tsutaya и Comic Zin.
The JoJoLands редакцией Anime News Network была поставлена на 15 место среди лучшей манги для мужчин 2023 наряду с Kono Manga ga Sugoi!.